# The Secret Life of Walter Mitty (1947)
The Secret Life of Walter Mitty is een film uit 1947 onder regie van Norman Z. McLeod. De film is gebaseerd op het gelijknamige korte verhaal The Secret Life of Walter Mitty van James Thurber, dat op 18 maart 1939 werd gepubliceerd in de krant The New Yorker. Destijds werd de film in Nederland uitgebracht onder de titel Het verborgen leven van Walter Mitty.

## Verhaal
Walter Mitty is allesbehalve tevreden met zijn leven. Hij werkt als boekhouder voor Bruce Pierce, die constant zijn ideeën steelt en er met de eer vandoor gaat. Hij wordt thuis gecommandeerd door zijn bazige moeder en kan zijn verloofde Gertrude en dier moeder niet uitstaan. Om aan de realiteit te ontsnappen, zoekt Walter graag toevlucht in zijn fantasie.
Omdat hij elke dag pulptijdschriften moet lezen voor zijn werk, heeft Walter een brede fantasie. Zijn dagdromen brengen hem echter vaak in de problemen. Op een gegeven moment komt hij de mysterieuze vrouw Rosalind van Hoorn tegen. Hij herkent haar als het meisje van zijn dromen en ontmoet haar verschillende keren. Als haar vriend Karl Maarsdam dood wordt aangetroffen, gaan ze beiden naar het politiebureau. Ze blijkt echter spoorloos als hij aangifte wil doen.
Niet veel later daagt ze op in zijn kantoor en stelt ze hem voor aan haar oom Peter van Hoorn. Peter werkte ooit als conservator voor een Nederlands museum, waar juwelen werden tentoongesteld. Na de inval van de nazi's, was hij echter gedwongen alles te verstoppen. De locatie van de juwelen staat genoteerd in een kladblok, dat Karl vlak voor zijn dood verstopte in Walters tas. Een crimineel genaamd "De Boot" heeft zijn zinnen gezet op deze juwelen en is nu achter Walter aan.
Walter is bang voor de crimineel en verstopt het kladblok in een korset dat wordt afgeleverd aan ene mevrouw Follinsbee. Nadat hij op het werk wordt aangevallen door een van de handlangers van "De Boot", gaat hij naar huis. Hier wordt hij gekleineerd door Gertrudes minnaar Tubby Wadsworth. Walter voelt zich gedeprimeerd en zoekt opnieuw toevlucht in zijn fantasieën.
De volgende dag wordt hij opnieuw verrast met een bezoek van Rosalind. Samen beginnen ze de zoektocht naar het kladblok, dat ze uiteindelijk vinden in een modeshow. Rosalind bezoekt hem later een tweede keer, omdat Walter heeft vergeten het aan Peter te overhandigen. Hij weet zijn moeder en verloofde van zich af te schudden en gaat samen met Rosalind naar haar oom.
Eenmaal gearriveerd, realiseert Rosalind zich dat Peter "De Boot" is. Hij wil niet ontmaskerd worden en ontvoert haar.
Een volgende keer staat Walter op het punt met Gertrude te trouwen. Hij beseft echter dat Rosalind de ware liefde voor hem is. Hij rent weg van zijn bruiloft en treft een geschokte Rosalind aan. De politie wordt gealarmeerd en Rosalind valt voor zijn charmes. Aan het einde van de film krijgt hij een relatie met haar en wint hij het respect van zijn baas.

## Rolbezetting
| Acteur            | Personage                  |
| ----------------- | -------------------------- |
| Danny Kaye        | Walter Mitty               |
| Virginia Mayo     | Rosalind van Hoorn         |
| Boris Karloff     | Dokter Hugo Hollingshead   |
| Fay Bainter       | Mevrouw Eunice Mitty       |
| Ann Rutherford    | Gertrude Griswald          |
| Thurston Hall     | Bruce Pierce               |
| Gordon Jones      | Tubby Wadsworth            |
| Florence Bates    | Mevrouw Emma Griswald      |
| Konstantin Shayne | Peter van Hoorn            |
| Reginald Denny    | Kolonel                    |
| Doris Lloyd       | Mevrouw Letitia Follinsbee |

## Achtergrond
In januari 1945 begonnen de scenaristen aan het schrijven van het scenario van het korte verhaal uit 1939. De film had toen nog de werktitel I Wake Up Dreaming. Omdat er veel werd gewijzigd, was de schrijver van het verhaal niet tevreden met het resultaat. Toen fans van Thurber begonnen te klagen over de werktitel, besloot producent Samuel Goldwyn de originele titel te gebruiken. Er werd lang getwijfeld of Danny Kaye geschikt was voor de rol. Ook Virginia Mayo was niet de eerste keuze voor de rol van Rosalind. Actrice Ingrid Bergman kwam in eerste instantie in aanmerking.
De film werd voornamelijk positief ontvangen, hoewel The New York Times opmerkte dat de film wellicht "te groots" zou kunnen zijn. Het dagblad Variety gaf alle lof aan Kaye en schreef ook positief over Mayo en Karloff. In Nederland werd over de filmkeuring geaarzeld. De film werd aan het begin van december 1948 uitgebracht voor personen vanaf 18 jaar oud. De herkeuringscommissie werd echter onmiddellijk ingeschakeld om deze grens te verlagen naar 14 jaar ouder. Op 13 december 1948 werd deze grens dan ook daadwerkelijk verlaagd.
De eerste filmmakers die een remake van The Secret Life of Walter Mitty wilden maken, waren Steven Spielberg en Ron Howard. Acteur Jim Carrey zou de titelrol vertolken. Later werd bekendgemaakt dat Mark Waters van plan was acteur Owen Wilson te regisseren in de remake, maar ook daar kwam uiteindelijk niets van. In 2007 werd Mike Myers gelinkt aan het project, wederom zonder gevolg. In 2013 kwam er dan toch een nieuwe versie uit. Ben Stiller vertolkt hierin de rol van Walter Mitty en is tevens de regisseur van de film.